# Toni Šunjić
Toni Šunjić, född 15 december 1988 i Mostar, är en bosnisk fotbollsspelare som spelar för Dynamo Moskva och Bosnien och Hercegovinas fotbollslandslag.